# ベーマーの森

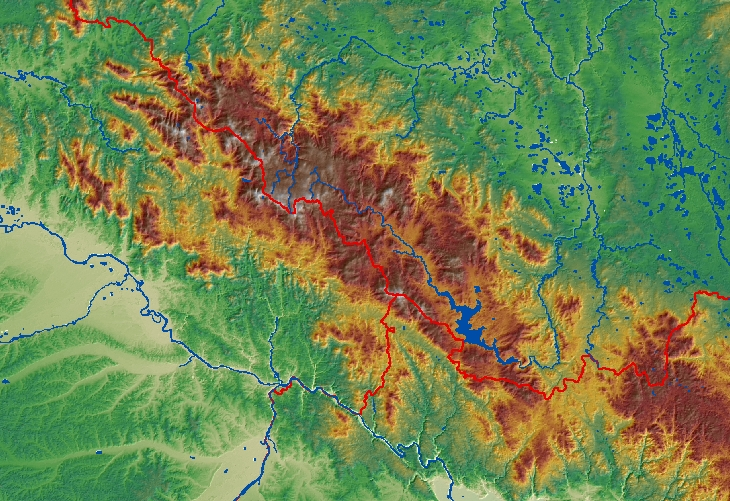
ベーマーの森地形図

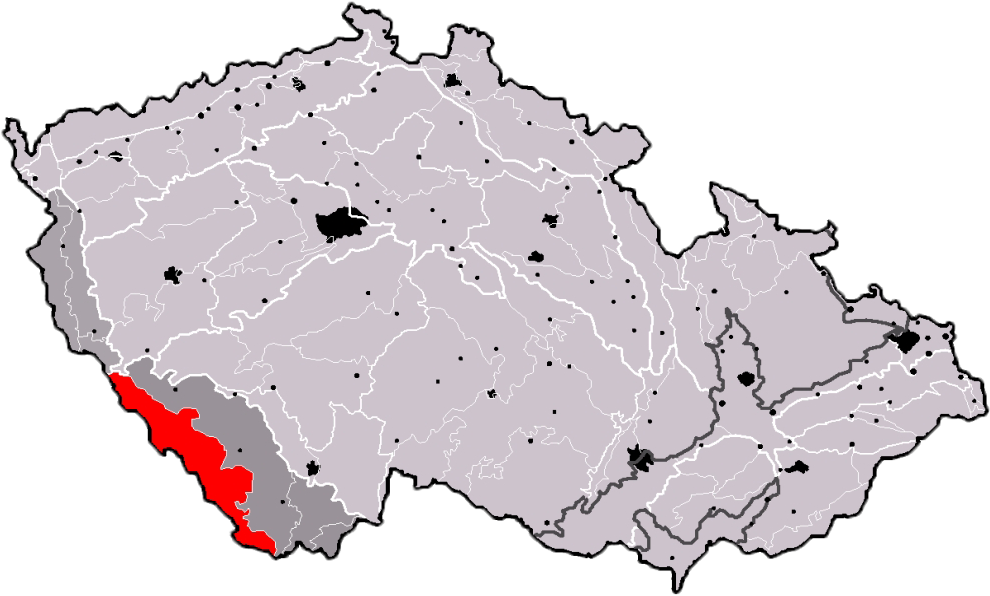
チェコでの位置

ベーマーの森 (Böhmerwald, ボヘミアの森) は中欧に位置しチェコとドイツ・オーストリアとの国境に沿ってのびる山地。チェコではプルゼニ州・南ボヘミア州、ドイツではバイエルン州、オーストリアではオーバーエスターライヒ州に位置する。森林の豊かな中低山地であり、草地、氷河湖、ボグ、河川と渓谷など多様な地形がある。ヴルタヴァ川、ブラニツェ川の水源を含む一帯にはモリオナガネズミ、ヨーロッパオオライチョウ、クロライチョウ、ホンカワシンジュガイが生息し、オオヤマネコも再導入された。
チェコ国内の山脈の大部分は1990年にユネスコの生物圏保護区に指定され、同年に山中の泥炭地、ボグなどはラムサール条約登録地ともなった。